# 花綵

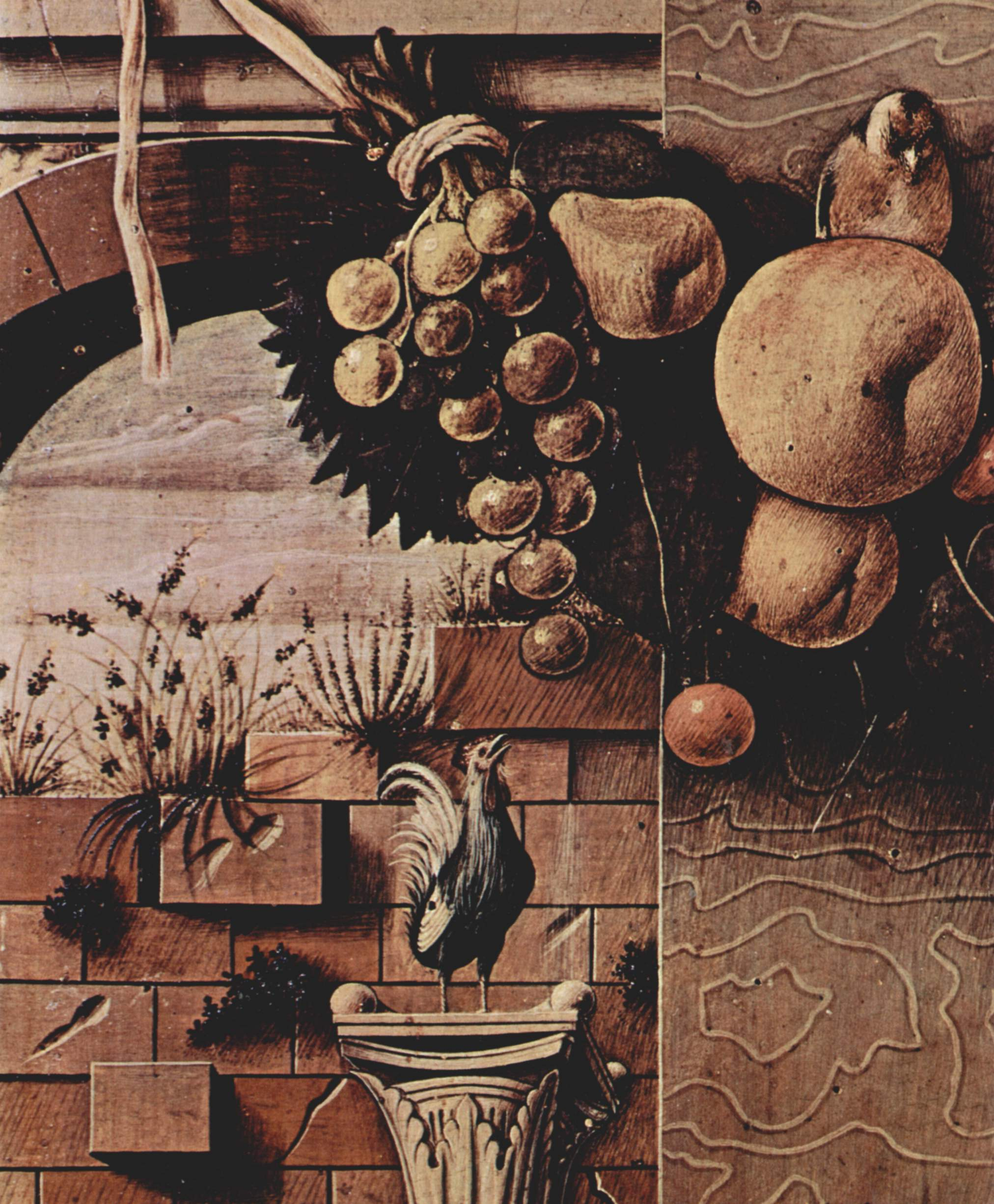
一幅畫中的花綵細部（作者卡羅·克里韋利）

花綵(晚期拉丁語: ‘節日花環’，最終來自拉丁語: ‘節日’)是一種花圈或花環狀的裝飾物，也是建築中，特別是雕飾中常見的一種傳統裝飾，此種裝飾為花、葉或果實連串并由飾帶懸掛。花綵的紋樣有時被稱作垂花飾（或垂綵）

## 起源及式樣
花綵的起源可能是在石材上對自然花環等的替代物，古時人們常在節日時門口或平時的祭壇周圍放置花環。
此種式樣被古希臘人及羅馬人大量使用，并成爲了祭壇、檐壁及嵌板的主要裝飾。尾部的飾帶有時被做成拱形或螺旋形，如果附加懸掛了一組葉飾或花飾便稱作吊飾（drop）或緣飾。
此種紋樣之後被應用於新古典主義建築中，特別是陶飾及銀器上。花綵在具體設計中有大量變體，比如，飾帶既可懸掛在裝飾性繩結上，亦可銜於獅口中，或是如蒂沃利的灶神廟裡的一樣懸掛在牛首上。

## 各種花綵
- 羅馬石棺上的花綵
- 巴黎先賢祠門面上的花綵
- 古典主義建築正面的花綵
- 古典主義建築正面的花綵
- 米蘭奇蹟聖母聖塞爾蘇斯聖殿的花綵